# Earendel
WHL0137-LS, znana również jako Earendel – gwiazda w gwiazdozbiorze Wieloryba. Została odkryta w 2022 roku przez teleskop Hubble’a. Jest najbardziej odległą znaną gwiazdą, znajdującą się w odległości 28 miliardów lat świetlnych od Ziemi.
Masa gwiazdy prawdopodobnie mieści się w przedziale od 50 do 100 M☉. Temperatura jej powierzchni wynosi co najmniej 20 000 °C. Istnieje niewielkie prawdopodobieństwo, że Earendel jest gwiazdą III populacji, czyli powstałą jeszcze przed uformowaniem się galatyk, składającą się wyłącznie z wodoru, helu i ewentualnie litu.